# Maribel Verdú
María Isabel Verdú Rollán (sinh ngày 2 tháng 10 năm 1970) là một diễn viên người Tây Ban Nha. Cô bắt đầu sự nghiệp diễn xuất ở tuổi 13 và nổi tiếng về vai Luisa trong phim nói tiếng Anh Y tu mamá también (2001) và vai Mercedes trong phim Pan's Labyrinth (2006) của Guillermo del Toro.
Cũng như nữ diễn viên Ariadna Gil, cô rất được khán giả Tây Ban Nha hâm mộ về lối diễn xuất sắc trong các phim như Belle Époque và Huevos de oro.
Maribel đã xuất hiện trên khoảng 50 phim điện ảnh từ năm 1984, phần lớn là phim nói tiếng Tây Ban Nha. Ngoài ra, cô cũng xuất hiện trên các shows truyền hình. Năm 2007, Verdú được mời tham gia Viện Hàn lâm Khoa học và Nghệ thuật Điện ảnh (Hoa Kỳ).
Cô đã đoạt giải Goya cho nữ diễn viên chính xuất sắc nhất năm 2008 cho vai diễn trong phim Seven Billiard Tables (Siete mesas de billar francés).
Verdú kết hôn với Pedro Larrañaga, con trai của nam diễn viên Carlos Larrañaga và María Luisa Merlo.

## Danh mục phim
- 2009
  - Tetro
- 2008
  - Los girasoles ciegos
  - Gente de mala calidad
- 2007
  - Oviedo Express
  - Seven Billiard Tables (Siete mesas de billar francés)
  - La Zona
  - The Mudboy (El niño de barro)
- 2006
  - Pan's Labyrinth (El laberinto del fauno)
- 2005
  - Mar Rojo
- 2003
  - Stormy Weather (Tiempo de tormenta)
- 2002
  - Lisístrata
- 2001
  - Black Serenade (Tuno negro)
  - And Your Mother Too (Y tu mamá también)
  - The Hold-Up (El palo)
- 2000
  - Dinosaurio
  - The Goalkeeper (El portero)
  - Toreros aka La hora del silencio
- 1999
  - Goya en Burdeos
- 1998
  - El entusiasmo
  - Frontera Sur
- 1997
  - Lucky Star (La buena estrella)
  - Carreteras secundarias
- 1996
  - La Celestina
- 1994
  - Canción de cuna
  - El cianuro ¿sólo o con leche?
  - Al otro lado del túnel
- 1993
  - Tres palabras
  - Huevos de oro
  - El Amante Bilingüe
- 1992
  - El beso del sueño
  - Belle Époque
  - Salsa rosa
- 1991
  - El sueño de Tánger
  - Lovers (Amantes)
- 1990
  - Badis
  - Ovejas negras
  - Los jinetes del alba
- 1989
  - Sabor a rosas
  - Los días del cometa
- 1988
  - Feliz cumpleaños
  - El aire de un crimen
  - Soldadito español
  - Sinatra
  - Barcelona Connection
  - El juego más divertido
- 1987
  - La estanquera de Vallecas
  - El señor de los Llanos
- 1986
  - Year of Enlightment (El año de las luces)
  - 27 Hours (27 horas)
  - El orden cómico